# 方凱申
方凱申（Fong Hoi Sun，1993年1月15日—），原名方喬，香港男子劍擊運動員。

## 簡歷
方喬曾就讀啟基學校（小四至小六、與另一劍擊運動員崔浩然為同班同學）和林大輝中學。2012年，他為參戰亞運會而輟學，投身全職運動員。
2014年，方喬登上香港排名第一，但香港劍擊總會在2月時卻告知他只可出戰亞運團體賽。
2014年9月，方喬代表中國香港參加南韓仁川舉行的亞運會劍擊比賽男子重劍團體賽。
2016年9月，方喬代表香港參加2016全國劍擊錦標賽,勇奪重劍全國賽季軍
2022年7月，方凱申參加世界錦標賽，狀態大勇下以小組賽第14名直入64強淘汰賽，其後先後擊敗淘汰前美洲錦標賽個人賽冠軍得主，哥倫比亞劍手及前青年奧運冠軍，晉級8強，創男重歷史最佳成績，可惜在8強賽以1分之差不敵東京奧運銅牌得主烏克蘭伊戈爾·雷伊茲林，緣慳獎牌。